# Hyundai Sonata
La Sonata est une berline familiale du constructeur automobile coréen Hyundai. Elle est lancée en 1985 et a connu 7 générations.
La Sonata de première génération, introduite en 1985, était une version rénovée de la Hyundai Stellar avec une mise à niveau du moteur et a été retiré du marché en deux ans en raison de la mauvaise réaction des clients.

## Première génération (Y1)
Cette première génération dérive étroitement de la Hyundai Stellar, elle-même étant une Ford Taunus/Cortina Mk V (1979-1982) recarrossée (Giugiaro). Il s'agit donc d'une propulsion motorisée par Mitsubishi (4 cylindres de 1,6, 1,8 et 2 litres). Non importée en France mais distribuée au Canada entre 1985 et 1988 avec le 1,6 litre.

## Seconde génération (Y2)
Présentée fin 1987, la Sonata Y2 repose sur une plateforme de Mitsubishi Galant de 5e génération. Suivant les années et marchés de destinations, elle est équipée de moteurs quatre cylindres (1,8 litre, 2 litres et 2,4 litres de cylindrée, à carburateur ou injection) ou d'un moteur V6 (3 litres). Elle est la première génération de Sonata à être exportée aux États-Unis. Elle est assemblée à Uslan en Corée du Sud mais aussi à Bromont, Québec, Canada, dans la première usine d'assemblage Hyundai hors Corée du Sud. 
Sa commercialisation en France débute en septembre 1992 avec un seul moteur de 2 litres 16V de 131 ch. À peine un an plus tard, elle est remplacée par une nouvelle mouture. De juillet à septembre 1993, une série spéciale « Vingt-cinquième Anniversaire » fut proposée.

## Troisième génération (Y3)
Cette 3e génération apparait en octobre 1993 avec un 2 litres 8 soupapes de 105 ch en boîte cinq vitesses, 2 litres 16 soupapes 139 ch associé à une boîte manuelle (cinq vitesses) ou automatique (quatre rapports). Disponible en une seule finition, GLS, l'équipement de la 16V est complété de la climatisation, le coussin gonflable de sécurité (« airbag ») conducteur et l'ABS. Sellerie cuir, peinture métallisée et climatisation (sur GLS 8V) sont proposées contre supplément. Une série spéciale est proposée à partir de janvier 1995 jusqu'à septembre 1996. Ce dernier équipement devient optionnel sur la GLS 16V fin 1995.
En septembre 1996, la Sonata subit un lifting de mi-carrière (faces avant et arrière) tandis que les moteurs voient leurs puissances abaissées : moins 10 ch sur le 8V (95 ch) et moins 14 ch sur le 16V (125 ch). La gamme s'organise alors autour des GLS (8V), GLS Confort (16V, double airbag et ABS) et GLS Luxe (en plus de ce que propose GLS Confort, jantes en alliage, régulateur de vitesse, volant cuir et phares antibrouillards). Seule cette dernière peut recevoir la boîte automatique. Après une baisse du prix de vente de chaque version en avril 1997, cette génération de Sonata laisse place à sa remplaçante en octobre 1998.

## Quatrième génération (EF)
Elle est d'abord présentée au Salon de Turin en avril 1998, puis au Salon de Paris en septembre. Sa commercialisation intervient sur le marché français en octobre. Elle n'existe au lancement qu'avec un 2 litres 16 soupapes de 136 ch et trois finitions (GL, GLS Confort et GLS Luxe). les GL et GLS Luxe disparaissent respectivement en juin et décembre 1999. La GLS Confort demeure avec pour seules options la sellerie cuir, la peinture métallisée et la boîte automatique.
À l'été 2001, la Sonata subit un lifting lui donnant une allure plus statutaire. Seule la transmission automatique est disponible, toujours avec le 2 litres 16 soupapes, de 131 ch dorénavant. Les roues en alliage passent de 15 à 16 pouces de diamètre. En passant de la GLS Confort à la GLS Luxe en avril 2002, l'équipement s'enrichit notamment de la climatisation automatique et de la sellerie cuir. À partir de janvier 2003, elle se nomme Pack Luxe avec pour seule option le GPS. La production cesse début 2004 mais reste au catalogue français jusqu'à septembre.
La Sonata EF a souffert d'un manque d'image certain, mais surtout de l'indisponibilité d'une motorisation diesel très prisée en France pour ce type de berline de moyenne gamme, dont la part de marché ne cesse de régresser au profit de véhicules type monospace, SUV et Crossover.
Cette génération est connue particulièrement pour ses problèmes d'auto-verrouillage lorsqu'une moulure n'est pas bien fixée à la suite d'une infiltration d'air froid.

## Cinquième génération (NF)
D'abord lancée en Corée en août 2004, la Sonata NF est commercialisée en France à partir d'avril 2005 avec une seule finition — Pack Luxe, une motorisation — quatre cylindres essence de 2,4 litres et 161 ch, et deux transmissions (manuelle cinq vitesses, automatique à quatre rapports). Peinture métallisée, GPS avec ou sans Bluetooth et la garantie complémentaire de 24 mois sont en supplément. Afin de mieux pénétrer le marché, une variante diesel est disponible à partir de mars 2006 (boîte manuelle ou automatique). Le moteur est un 2.0 CRDi de 140 ch, développé par Detroit Diesel. La motorisation essence ne se justifiant plus, elle est supprimée en octobre. La Sonata est disponible en deux finitions, Pack Confort et Pack Luxe.
À partir de février 2009 seule subsiste la Pack Confort tandis, et uniquement en boîte manuelle dès octobre. En octobre 2007, la Sonata MS Design est commercialisée. Sa finition correspond à l'ancienne Pack Luxe à laquelle s'ajoute une kit carrosserie provenant de l'accessoiriste autrichien MS Design : il se compose de jupes avant/arrière, de deux bas de caisse et d'une calandre grillagée, sans compter les jantes en alliage au dessin spécifique. La Sonata NF termine sa carrière fin janvier 2011.
Un restylage a été effectué sur le véhicule à la fin de 2007. Les phares avant ont grossi, l'intérieur a été amélioré. La "Sonata Transform" est vendue sous le nom de Sonata 2009 aux États-Unis.
Best-seller en Corée du Sud, elle est aussi la première génération de Sonata produite aux États-Unis où elle s'est d'ailleurs vendue à plus d'un million d'exemplaires.

## Sixième génération (YF)

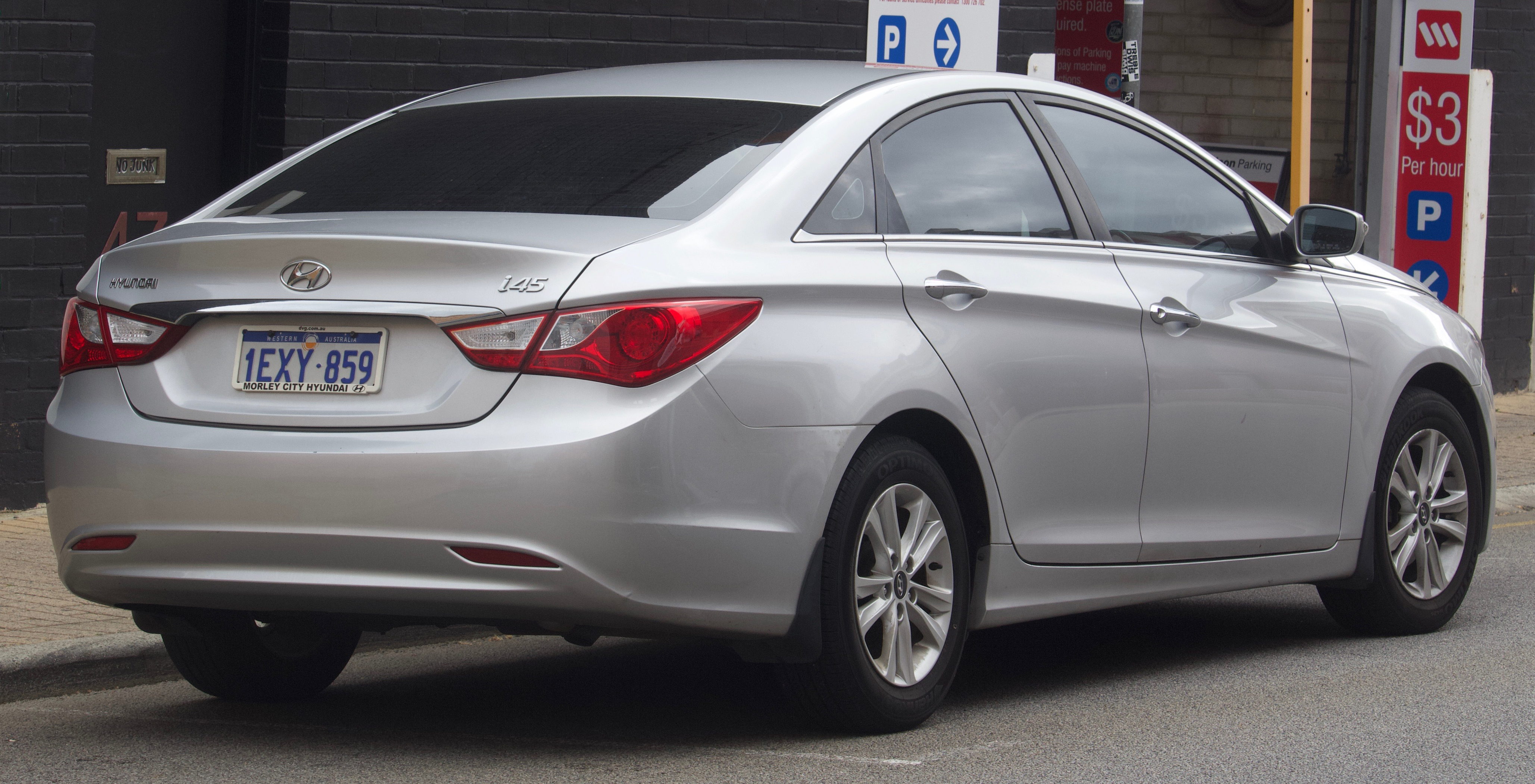
Hyundai i45 (l'Australie)

## Septième génération (LF)

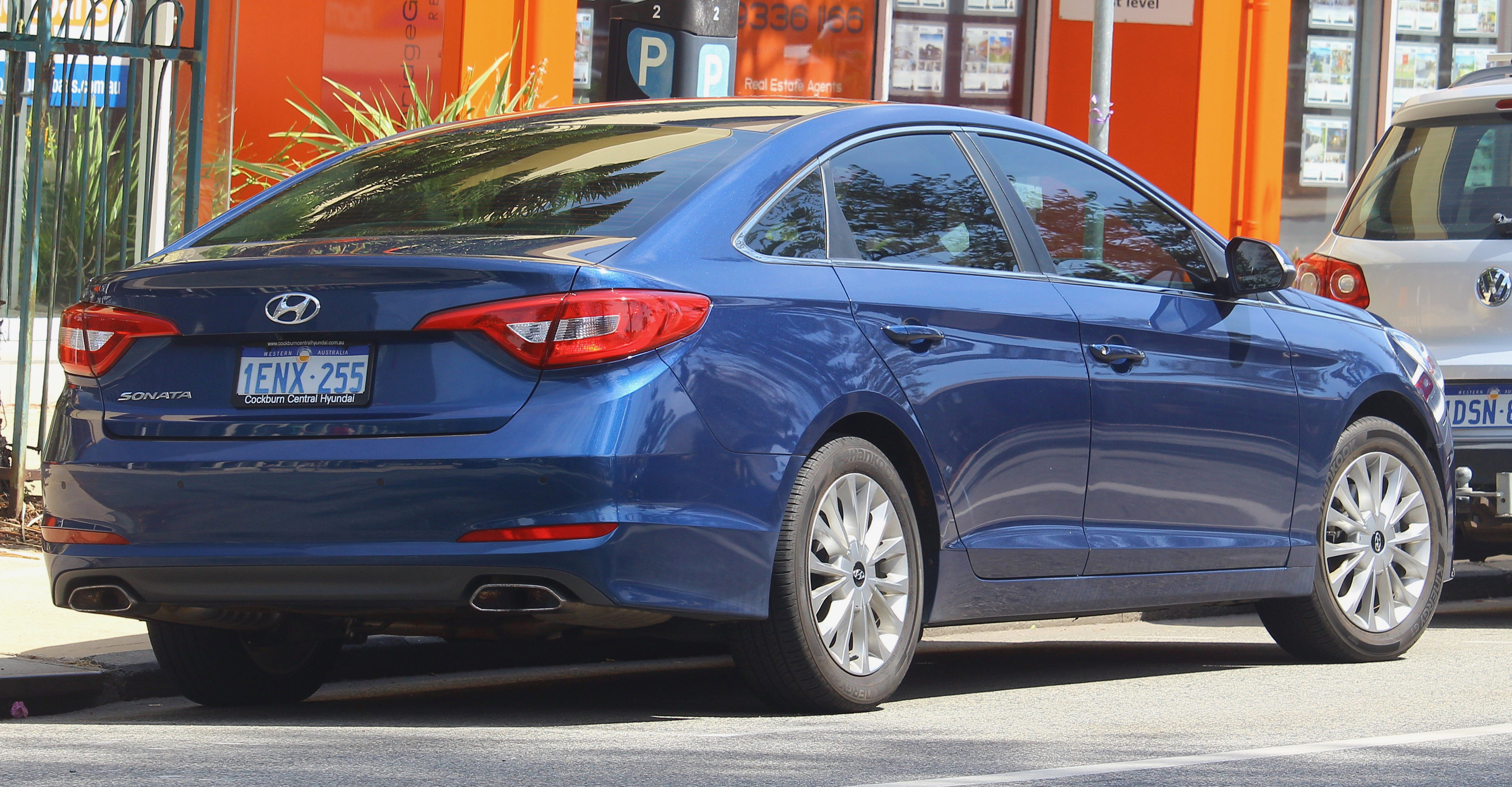
Hyundai Sonata 7, Avant restylage

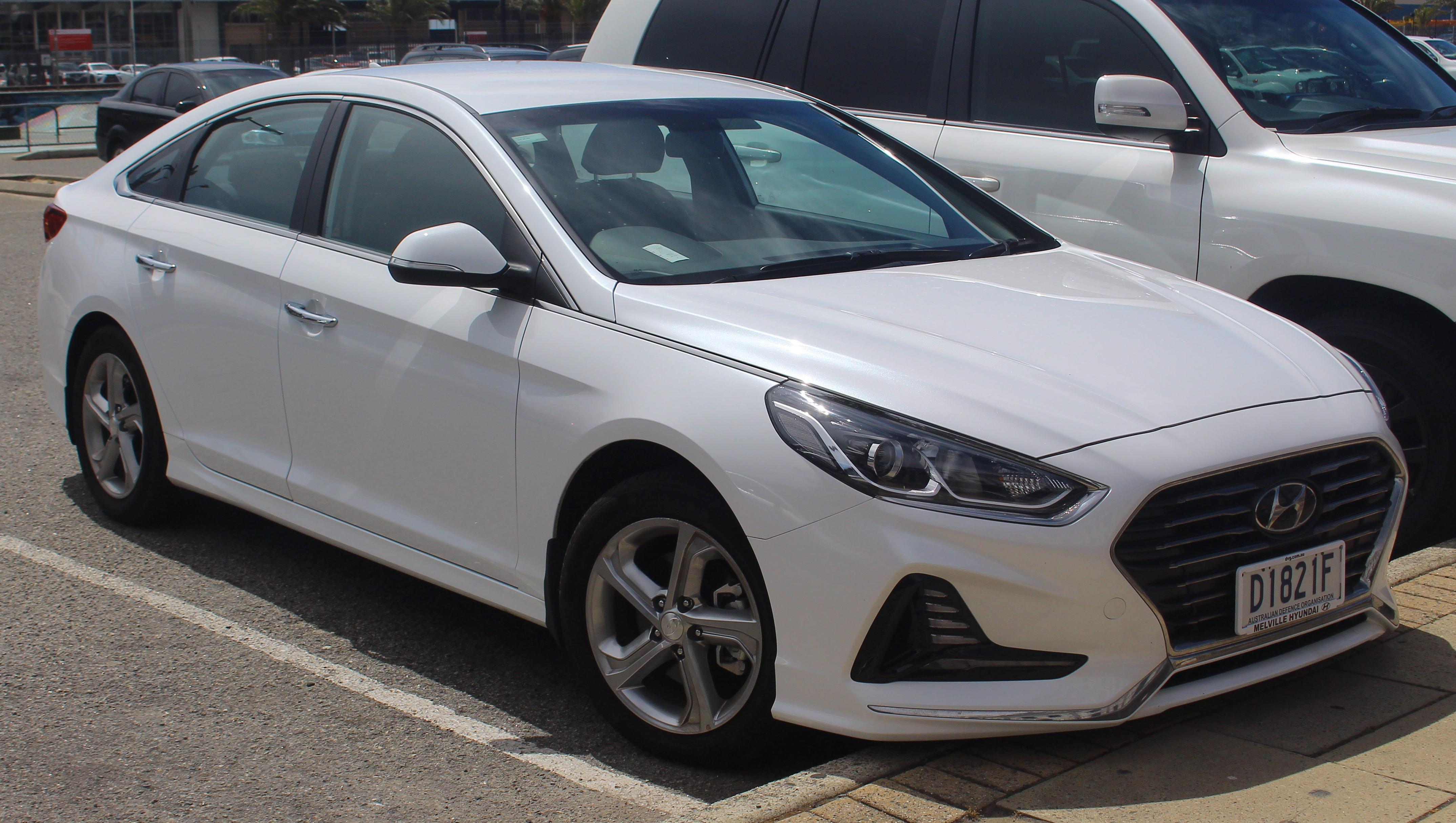
Hyundai Sonata 7, Restylée

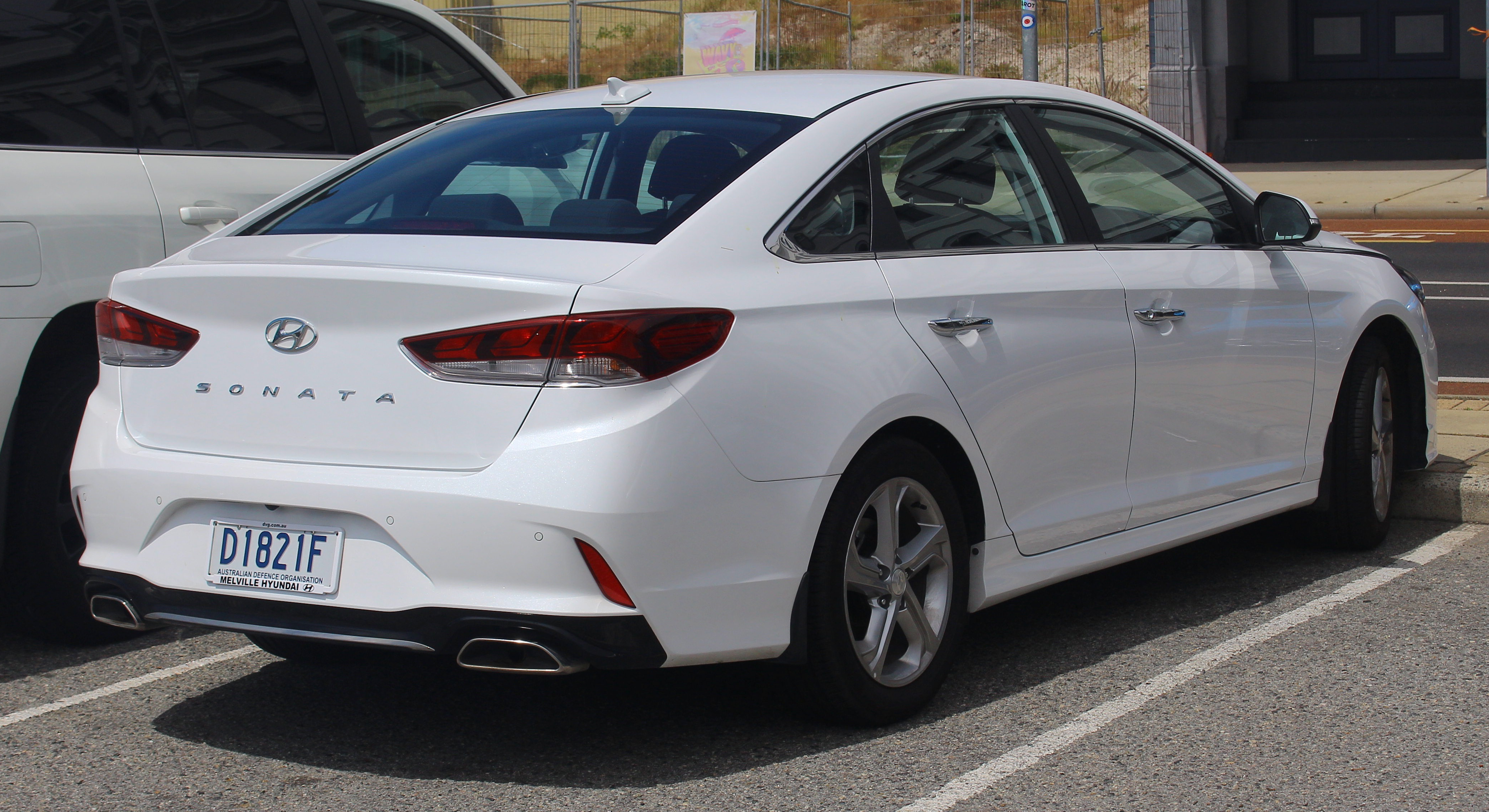
Hyundai Sonata 7, Restylée

La septième génération est sortie en 2014. Sa plate-forme serait empruntée par le futur opus de l'i40 .